# 克雷斯特希爾 (伊利諾伊州)
克雷斯特希爾（英語：Crest Hill）是一個位於美國伊利諾伊州威爾縣的城市。

## 地理
克雷斯特希爾的座標為41°16′19″N 88°13′16″W / 41.27194°N 88.22111°W，而該地的平均海拔高度為196米（即643英尺）。

## 人口
根據2010年美國人口普查的數據，克雷斯特希爾的面積為23.81平方千米，當中陸地面積為23.58平方千米，而水域面積為0.23平方千米。當地共有人口20837人，而人口密度為每平方千米875.14人。